# Meinas
Meinas (en francès Meynes) és un municipi francès situat al departament del Gard i a la regió d'Occitània.